# Лексингтон (Мисисипи)
Лексингтон (енгл. Lexington) град је у америчкој савезној држави Мисисипи.

## Демографија
По попису из 2010. године број становника је 1.731, што је 294 (-14,5%) становника мање него 2000. године.
| Група             | 2000.         | 2010.         |
| Белци             | 628 (31,0%)   | 466 (26,9%)   |
| Афроамериканци    | 1.362 (67,3%) | 1.242 (71,8%) |
| Азијати           | 13 (0,6%)     | 9 (0,5%)      |
| Хиспаноамериканци | 40 (2,0%)     | 17 (1,0%)     |
| Укупно            | 2.025         | 1.731         |